# Kazemachi Roman
Kazemachi Roman (яп. 風街ろまん Кадзэмати Роман, «Романс города ветров») — второй студийный альбом японской фолк-рок-группы Happy End, выпущенный 20 ноября 1971 года. Является концептуальным альбомом и имел своей целью описать Токио времён юности каждого из участников, когда город стремительно и неотвратимо преображался после проведения летних Олимпийских игр 1964 года.

## Об альбоме
Семь бонусных композиций были включены в альбом, когда он вошёл в сборник Happy End Box, изданный 31 марта 2004 года.
Песня «Kaze wo Atsumete» использовалась в фильме «Трудности перевода» и вошла в его саундтрек. Песни «Sorairo no Crayon», «Hana Ichi Monme» и «Aiueo» перепевались соответственно трэш-метал-группой Outrage для альбома Genesis I, Ролли для кавер-альбома Rolly’s Rock Circus и Pizzicato Five для альбома Çà et là du Japon.

## Оценка
Как и в случае с предыдущим альбомом группы, успех Kazemachi Roman доказал состоятельность рока на японском языке в то время, когда практически вся музыка этого жанра в Японии исполнялась на английском. В сентябре 2007 года журнал Rolling Stone Japan назвал пластинку величайшим японским рок-альбомом всех времён. Также в 2009 году она заняла 15-е место в списке 54 стандартных японских рок-альбомов журнала Bounce. В 2016 году Kazemachi Roman возглавил список 30 лучших японских альбомов всех времён по версии журнала beehype.

## Список композиций
Слова ко всем песням, кроме отмеченных, написал Такаси Мацумото. Баннай Тарао, указанный как автор слов, музыки или продюсер некоторых песен, является вымышленным детективом, который фигурирует во некоторых японских произведениях, в том числе фильмах, манге и аниме.
| №  | Название                                                                            | Текст песни     | Музыка         | Продюсер       | Длительность |
| -- | ----------------------------------------------------------------------------------- | --------------- | -------------- | -------------- | ------------ |
| 1. | «Dakishimetai» (抱きしめたい, «Хочу обнять тебя»)                                   | Такаси Мацумото | Эйити Отаки    | Эйити Отаки    | 3:32         |
| 2. | «Sorairo no Crayon» (空色のくれよん, «Небесно-голубой карандаш»)                    | Мацумото        | Отаки          | Отаки          | 4:05         |
| 3. | «Kaze wo Atsumete» (風をあつめて, «Собери ветер»)                                   | Мацумото        | Харуоми Хосоно | Харуоми Хосоно | 4:06         |
| 4. | «Kurayamizaka Musasabi Henge» (暗闇坂むささび変化, «Призраки летяг в Кураямидзаке») | Мацумото        | Хосоно         | Хосоно         | 1:51         |
| 5. | «Haikara Hakuchi» (はいからはくち, «Прозападный идиот»)                             | Мацумото        | Отаки          | Отаки          | 3:37         |
| 6. | «Haikara Beautiful» (はいからびゅーちふる, «Западная мода прекрасна»)               | Баннай Тарао    | Баннай Тарао   | Баннай Тарао   | 0:33         |

| №   | Название                                                                            | Текст песни | Музыка         | Продюсер                    | Длительность |
| --- | ----------------------------------------------------------------------------------- | ----------- | -------------- | --------------------------- | ------------ |
| 7.  | «Natsu Nandesu» (夏なんです, «Это лето»)                                            | Мацумото    | Хосоно         | Хосоно                      | 3:16         |
| 8.  | «Hana Ichi Monme» (花いちもんめ, «Хана ити моммэ»)                                  | Мацумото    | Сигэру Судзуки | Сигэру Судзуки, Тацуо Хаяси | 3:59         |
| 9.  | «Ashita Tenki ni Naare» (あしたてんきになあれ, «Надеемся на ясный завтрашний день») | Мацумото    | Хосоно         | Хосоно, Судзуки             | 2:13         |
| 10. | «Taifuu» (颱風, «Тайфун»)                                                           | Отаки       | Отаки          | Баннай Тарао                | 6:30         |
| 11. | «Haru Ranman» (春らんまん, «Весна в полном расцвете»)                               | Мацумото    | Отаки          | Отаки                       | 2:49         |
| 12. | «Aiueo» (愛餓を, «Жажда любви» или «А-б-в»)                                         | Мацумото    | Отаки          | Баннай Тарао                | 0:37         |

| №   | Название | Длительность |
| --- | --- | ------------ |
| 13. | «Haikara Hakuchi Introduction~Narration (Take Erushii)» (はいからはくち お囃子〜ナレーション（テイクちぇるしい）)         | 0:46         |
| 14. | «Haikara Hakuchi Narration (Takes 1 & 2)» (はいからはくち ナレーション（テイク1・2）)                                     | 0:22         |
| 15. | «Haikara Hakuchi (City Version)» (はいからはくち （『CITY』ヴァージョン）)                                                | 2:36         |
| 16. | «Haikara Hakuchi (Single Version)» (はいからはくち （シングル・ヴァージョン）)                                            | 2:27         |
| 17. | «Ashita Tenki ni Naare (Rehearsal Take & Rhythm Tracks)» (あしたてんきになあれ （リハーサル・テイク/リズム・トラックス）) | 2:24         |
| 18. | «Natsu Nandesu (Rehearsal Take)» (夏なんです （リハーサル・テイク）)                                                      | 3:18         |
| 19. | «Aiueo» (あいうえお) | 0:35         |

## Участники записи
Данные взяты из буклета к Kazemachi Roman.
- Харуоми Хосоно — бас-гитара (1—5, 7—11), пианино (1, 2, 8, 9), орган (1, 3, 7, 8), вокал (3, 4, 7, 9), акустическая гитара (3, 4, 7, 11), клаве (5), ковбелл (6), хор (5, 7, 11), плоская мандолина (4)
- Эйити Отаки — акустическая гитара (1, 2, 11, 12), вокал (1, 2, 5, 10—12), электрогитара (5), слайд-гитара (6), гуиро (5), колокола (5), хор (1, 2, 4, 5, 8, 9, 11)
- Сигэру Судзуки — электрогитара (1, 5, 7—11), акустическая гитара (11), вокал (8), ковбелл (5), слайд-гитара (6), хор (1, 5)
- Такаси Мацумото — ударные (все треки, кроме 6 и 12), тайко (6), конги (5), ковбелл (5), хор (1)
- Сиба[яп.] — губная гармоника (10, 11)
- Комадзава — стил-гитара (2)